# 朝日 (川口市)
朝日（あさひ）は、埼玉県川口市の町名。現行行政地名は朝日一丁目から六丁目。住居表示実施地区。郵便番号は332-0001。

## 地理
川口市の南部、埼玉高速鉄道川口元郷駅と南鳩ヶ谷駅に挟まれたエリアであり、以前より交通の利便性が向上し、宅地化が進んでいる。

## 歴史

### 沿革
- 1969年（昭和44年）11月1日 - 住居表示実施により朝日町一丁目〜三丁目、十二月田町、新井町の各一部から朝日一丁目〜六丁目'が成立[5]。

## 世帯数と人口
2024年（令和6年）3月1日現在の世帯数と人口は以下の通りである。
| 丁目       | 世帯数    | 人口     |
| ---------- | --------- | -------- |
| 朝日一丁目 | 2,035世帯 | 4,235人  |
| 朝日二丁目 | 1,714世帯 | 3,417人  |
| 朝日三丁目 | 1,478世帯 | 2,868人  |
| 朝日四丁目 | 739世帯   | 1,565人  |
| 朝日五丁目 | 866世帯   | 1,763人  |
| 朝日六丁目 | 1,311世帯 | 2,665人  |
| 計         | 8,143世帯 | 16,513人 |

## 小・中学校の学区
市立小・中学校に通う場合、学区（校区）は以下の通りとなる。
| 丁目       | 番地 | 小学校                 | 中学校                 |
| ---------- | ---- | ---------------------- | ---------------------- |
| 朝日一丁目 | 全域 | 川口市立十二月田小学校 | 川口市立十二月田中学校 |
| 朝日二丁目 | 全域 | 川口市立十二月田小学校 | 川口市立十二月田中学校 |
| 朝日三丁目 | 全域 | 川口市立朝日西小学校   | 川口市立十二月田中学校 |
| 朝日四丁目 | 全域 | 川口市立朝日西小学校   | 川口市立十二月田中学校 |
| 朝日五丁目 | 全域 | 川口市立朝日東小学校   | 川口市立十二月田中学校 |
| 朝日六丁目 | 全域 | 川口市立朝日東小学校   | 川口市立十二月田中学校 |

## 経済
川口市朝日に本社を置く企業
- TENTO

## 施設
1丁目
- 川口市立十二月田小学校
- 川口市立十二月田中学校
- 川口市立あさひ保育所
- 朝日中央公園
- 川口朝日郵便局
- 真言宗智山派 薬林寺
- 朝日氷川神社

2丁目
- 川口朝日二郵便局
- 朝日町北公園

3丁目
- 川口市障害者短期入所施設 しらゆりの家
- 朝日第三公園

4丁目
- 川口市立朝日西小学校
- 朝日環境センター
- 朝日稲荷神社

5丁目
- 川口市立朝日東小学校
- 川口市立朝日東公民館
- 朝日東第二公園

6丁目
- 朝日6丁目日の出公園
- 朝日6丁目公園
- 朝日町児童遊園